# جدول زمني لتطور فيزياء الصفائح التكتونية (قبل 1954)
يرتبط التطور في فيزياء الصفائح التكتونية ارتباطا وثيقا بمفهوم نظرية الانجراف القاري وفرضية الصفائح التكتونية. كان لنظرية اللانجراف القاري الكثير من الأخطاء والقليل من الحقائق. كما كان لنظرية تقلص الأرض والتوازن المتساوي ولمفهومِ انكماشِ وتمددِ الأرض العديد من الاخطاء أيضا كما يقول الاصلاحي برات هايفورد.
تعد كلاً من نظرية موقع القارات الدائم ونظرية الأرض المقعرة (geosyncline) بمثابة وسيلة لتفسير تكوين الجبال حيث وصفتا كطية عملاقة هبوطيه في قشرة الأرض مع طيات صعوديه مرتبطة بها ونظرية التوازن المتساوي (حالة توازن الجاذبية بين قشرة الأرض (أو الغلاف الصخري) *2) واستقراء عمر الأرض من قبل اللورد كلفن على أنها حجرٌ اسودٌ بارد، وتقلص الأرض، وأن الأرض هي جسمٌ صلب وبلوري، هي كلها نظرياتٌ تابعةٌ لمدرسةٍ فكريةٍ واحدة. إذ أن زحفَ الغلاف الصخري للكرة الارضية على الغلاف الجوي يعد نتيجةً منطقيةً لكون الأرض ذاتُ حرارةٍ باطنيةٍ بسبب اضمحلال النشاط الإشعاعي، والتوازن المتساوي وخطأ الدفع (خطأ الضغط الزائد)، ولزوجة الوشاح التي حددها نيسكانين (Niskanen).

## مقدمة

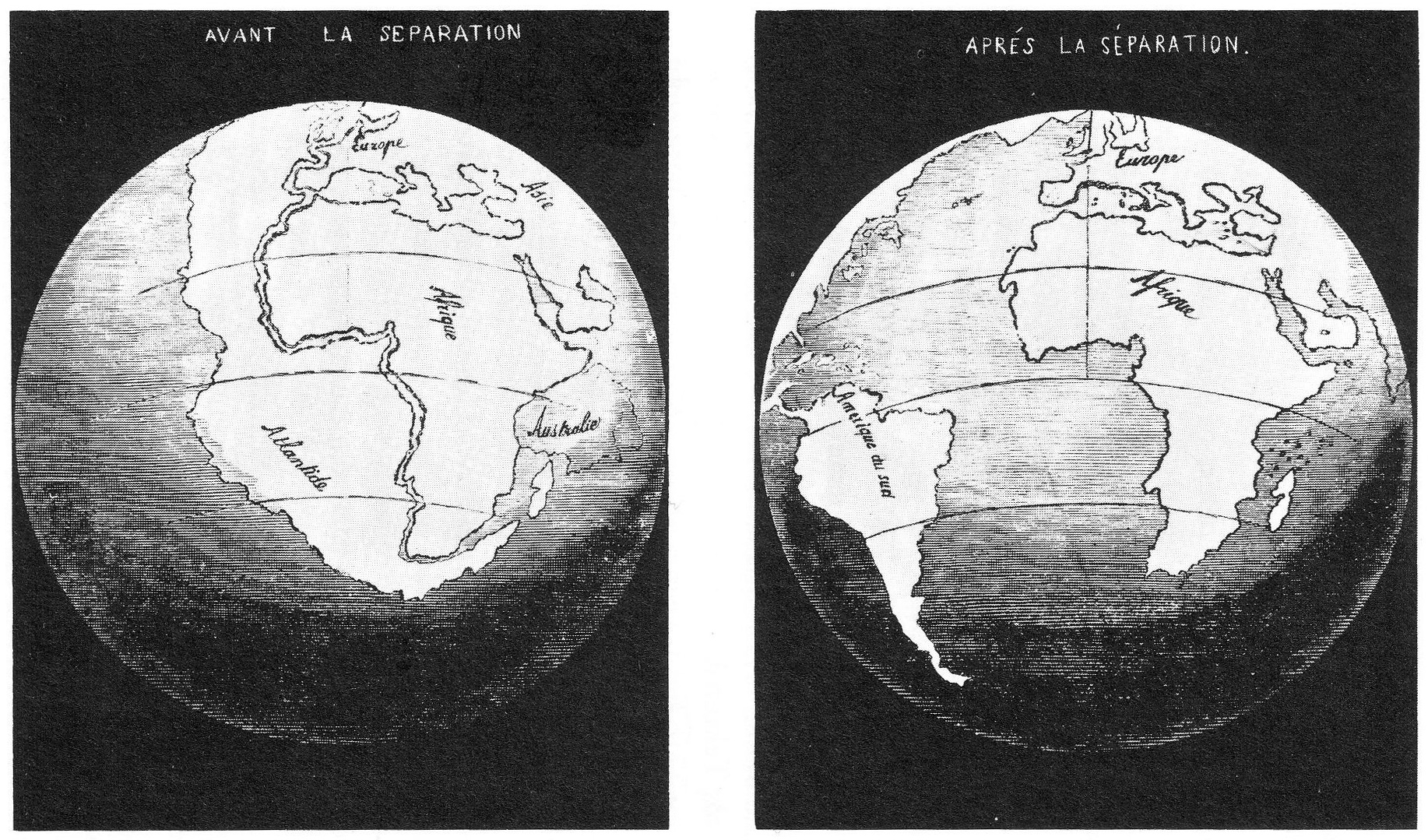
عام 1858، رسم أنطونيو سنايدر بيليجريني هاتين الخريطتين. وهما يصفان تفسيره لكيفية توافق القارتين الأمريكتين والإفريقية معًا قبل انفصالهم لاحقًا.

كانت فكرة الخلقية المسيحية منتشرة في ذلك الوقت، وأُعتقد أن عمر الأرض يعود لحوالي عام 4000 قبل الميلاد. كانت أكوامٌ من الصخور الجيرية ذات الأصل البحري فوق مستوى سطح البحر، كما أن حركات الصعود والهبوط سمحت بنظرية (الأرض المقعرة، جيمس هال، ووجيمس دي. دانا). وبعد ذلك ظهر مفهوم خطأ الدفع، إذ أن نظرية تقلص الأرض كانت قبل ذلك من (إيدوارد سيوس، جيمس جي دانا، البيرت هيم) العامل الرئيسي له. في عام 1862، حسب الفيزيائي ويليام طومسون (الذي أصبح فيما بعد اللورد كلفن) أن الأرض هي (جسم أسود بارد) يتراوح عمرها بين 20 مليون و400 مليون سنة. كما قام جون بيري بتقدير عمر الأرض من 2 إلى 3 مليارات سنة باستخدام نموذج من من الوشاح الاعلى والقشرة الرقيقة. أخيرًا، نشر آرثر هولمز «عمر الأرض»، وهو مقدمة للأفكار الجيولوجية في عام 1927، إذ ضم فترةً بين 1.6 إلى 3.0 مليار سنة.
كان لواجنر يملك ما يكفي من المعلومات ليفترض أن موقع القارات كان قد تغيير عدة مرات مع مرور الزمن. كان من الخطأ اعتبار القارات بأنها حرثت من البحار. ومع ذلك لم يكن أكيداً بأن هذا اللاقتباس يوناني الأصل. كان واجنر شخصًا غريبًا حصل على درجة الدكتوراه في علم الفلك إذ هاجم نظرية ثابتة كانت سائدة بين «الجيوفيزيائيين». أصابَ الجيوفيزيائيون في إعلان أن الأرض صلبة، وأن الوشاح مرن للأمواج الزلزالية وغير متجانس ايضاً وقاع المحيط لن تحصل فيه أي حركة لقارات. بإستثناء امرٍ واحد وهو البديل المعاكس الذي أكد أن: القارات المنفعلة وظاهرة انتشار قاع البحار وظاهرة الغوص (ظاهرة الاندساس) (الظاهرة التي تحدث نتيجة لاصطدام صفيحة قارية مع صفيحة محيطية، مما يؤدي إلى غوص الصفيحة المحيطية أسفل الصفيحة القارية*3)، مع وجود أحزمة تراكم على حواف القارات. سمحت سرعة انزلاق القارات بالشك بنموذج القارات الثابتة وظاهرة الغوص والتغيير في الطور ادى إلى عدم التجانس.

نموذج التماثل متجدد هواء -هيسكنين (Airy-Heiskanen). سمك القشرة تحت الجبال، 2. الجبال السفلية، 3. سمك القشرة القارية الطبيعية، 4. سمك القشرة المحيطية، 5. مستوى سطح البحر، 6. أجزاء من قشرة الأرض، 7. الغلاف الفلكي.

كانت المشكلة أيضا في التخصص، آرثر هولمز وألفريد ريتمان نظرا للأمر بالشكل الصحيح، لكن الوحيد الذي بإمكانه تلخيص الموضوع هوطرف ثالث، شخصٌ باستطاعته رؤية الغابة كاملةً وليس الاشجار فقط. لم يكن ل واجنر التخصص الكافي ليقييم بصورة صحيحة نوعية البيانات الجيوفيزيائية والبيانات الحفرية ونتائجها. إذ كان اهتمام واجنر الرئيسي بالأرصاد الجوية. كما انه اراد المشاركة في رحلة الدينمارك وجرينلاند التي كان من المقرر لها أن تكون في منتصف عام 1912، فسارع بتقديم نظريته عن الانجراف القاري.
ساهم كل من تشارلز ليل، وهارولد جيفريز، وجيمس دانا، وتشارلز شوشيرت، وتشيستر لونجويل، والتعارض مع قوى أكسيس (Axis powers) بتعطيل قبول نظرية الانجراف القاري.
- لاحظ كلٌ من أبراهام أورتيليو (Ortelius 1596)[3] (شُهد في روم 1994)[4] وفرانسيس بيكون (بيكون 1620)[5] (شُهد في كيري & فين 1990)[6] وثيودور كريستوف ليلينتال (1756) (استشهد في روم 1994،[7] وفي سكيملنج، 2004)[8] وألكسندر فون هومبولت (شُهد في سكيملنج، 2004) وأنطونيو سنايدر-بيليجريني (سنايدر-بيليجريني 1858) وآخرون في وقت سابق أن أشكال القارات الموجودة على جانبي المحيط الأطلسي (لا سيما إفريقيا وأمريكا الجنوبية) تبدو مكملة لبعضها.
  - ملاحظة: كان فرانسيس بيكون يفكر في غرب إفريقيا وغرب أمريكا الجنوبية، وكان ثيودور ليلينتال يفكر في جزيرة أتلانتس الغارقة وتغير مستويات سطح البحر.
- هوتون (1795). نظرية الأرض: مع البراهين والرسوم التوضيحية. كاديل وديفيز وكريتش قاموا بتسليط درجة حرارة قصوى تحت الطبقات التي تشكلت في قاع البحر في ايدينبرغ.
- نظرية الكارثة ل ويليام ثوماس (النظرية القائلة بأن الأرض قد تشكلت إلى حد كبير من خلال أحداث عنيفة مفاجئة قصيرة الأجل، وربما في جميع أنحاء العالم في نطاقها*4) وهذا يتناقض مع نظرية التوحيد جارليس هليمان (ليل، توماس هنري هكسلي). (التي يوصف أحيانًا بالتدريج، حيث أدت التغيرات البطيئة المتزايدة، مثل التآكل، إلى إنشاء جميع الخصائص الجيولوجية للأرض*5)
  - المصطلحات صاغها ويليام ويلويل.
  - التوحيد هو الرأي السائد في الولايات المتحدة (Oreskes 2002)
- افترض تشارلز ليل أن كتل الأرض غيرت موقعها، لكنه افترض حركة ميكانيكية رأسية (كرِل  2011). كما افترض جيمس دوايت دانا موقعًا دائمًا لها أيضًا، إذ أثر على مدرسة الفكر الإصلاحي الأمريكية (ايرفينج 2005). لم يكن معروفًا أن قاع البحر ليس من صخور الغرانيت سيل (sial) بشكل أساسي (مثل الكراتون القاري) إنما من صخور البازلت سيما (sima) بشكل أساسي.
  - في قولٍ اقتبسه ليل (Lyell 1875): «لذلك، على الرغم من كون كتل الأرض كانت دائمةً لعصرٍ جيولوجي كامل، إلا أن مواقعها تحولت بالكامل على مر العصور.»
  - اقتبس والاس عن دانا (1863: "في عام 1856، في مقالات في المجلة الأمريكية، إذ ناقش تطور القارة الأمريكية، وناقش ديمومة موقعها العام، في الكتيب اللي اصدره عام 1863 للجيولوجيا والإصدارات اللاحقة منه، نفس الآراء وضعت قيد التنفيذ، وتم تطبيقها لاحقاً على جميع القارات.
- كانت فكرة التماثل (التوازن الموجود بين أجزاء من قشرة الأرض) ل برات هي وجهة النظر السائدة في
  - نموذج متجدد هواء -هيسكنين - حيث تم استيعاب الارتفاعات الطبوغرافية المختلفة من خلال التغييرات في سمك القشرة.
  - نموذج برات - هايفورد إذ تم استيعاب ارتفاعات طبوغرافية مختلفة من حيث صلتها باختلافات كثافة الصخور.
  - نموذج فيننك مينسز وفيلكسرال: حيث يعمل الغلاف الصخري كصفائح مرنة وتوزع صلابته الطبيعية الأحمال الطبوغرافية المحلية على منطقة عريضة من خلال الانحناء.[9][10][11]
- نظرية الأرض الباردة والمنكمشة كانت الرأي السائد.[12]
  - كان H. Jeffreys من أهم المؤيدين لفكرة الانكماش والتقلص (Jeffreys 1924) – (Jeffreys 1952)
- اعترف كلٌ من بنجامين فرانكلن وأي. بيلي هيلز وسيوس وأتش. ويتستين بالحركة الأفقيه لقشرة الأرض.
  - يقول والاس  Willis، Bailey عن الهياكل الجيولوجية لشركة ماكجرو هيل للكتاب إن أدلة الحركة التي لوحظت في الهياكل الصخرية كثيرة للغاية وعلى نطاق واسع لدرجة أنه من الواضح أن الظروف الديناميكية موجودة من وقت لآخر. (Holmes 1929a).لكن بما أن ويليس كان اصلاحياً وكان مؤيداً لفكرة الموقع الدائم للقارات. إلا أنه لم يؤيد فكرة الجسور البرية.
  - تحدث ويتسن أتش.) (Wettstein، H.1880 عن تدفقات المواد الصلبة والسائلة والغازية وأهميتها للجيولوجيا وعلم الفلك وعلم المناخ والأرصاد الجوية في زيوخ. ص 406.
  - اقتبس بنجامين فرانكلن في عام  1782 "لابد أن القشرة الأرضية طافية على السوائل الموجودة في باطنها وبالتالي ستكون القشرة معرضة للتكسر بسبب الحركة القوية لهذه السوائل التي تطفو فوقها.
- تم الإقرار بفكرة الحركة العمودية لقشرة الأرض التي حدثت بعد العصر الجليدي في دول اسكندنافيا (كان متوسط الارتفاع الاخير الحاصل 1سم في السنة الواحدة) وهو ما يؤكد ليونة السائل داخل قشرة الأرض.
  - سمحت نظرية الدفع في جويولوجيا جبال الألب كالفرضية الأرض المقعرة؛ تكتونيات الدفع الحالية (geosyncline hypothesis; today's thrust tectonics) بالحركة الأفقية للقشرة الأرضية.
- أشار أرنولد إشر لرودريك مورتشيسون في فريق غلاروس إلى خطأ الدفع في جبال الألب في ممر باس سيغناس. لكن غلاروس لم ينشرها على أنها خطأ دفع، وذلك لأنها تتناقض مع نظرية الأرض المقعرة.
- اقترح إدوارد سويس في عام 1861، كنتيجة لاكتشاف غولوبترس (Glossopteris) (قارة قديمة وكبيرة للغاية كانت تتألف من الكثير من أمريكا الجنوبية الحالية وأفريقيا ومدغشقر والهند وأستراليا وأنتاركتيكا). وهو يعتقد ان المحيطات اغرقت هذه المساحات الموجودة حاليا بين الأراضي. كما اقترح بحر تيثيس في عام 1893. وتوصل إلى استنتاج مفاده أن جبال الألب في الشمال كانت ذات مرة في قاع المحيط.
- ظهرت فكرة الانجراف القاري لأول مرة. بعد أن دمج جون خريطة أنطونيو سنايدر-بيليجريني، ودليل ايفان  هوبكنس عن انجراف القارات في كتابه عن النبتونية (نظرية علمية مستبدلة للجيولوجيا  توحي أن الصخور تشكلت من المعادن في محيطات الأرض المبكرة *7)والبلوتونية.
- في عام 1884، فسر مارسيل ألكسندر برتران ظاهرة دفع غلاروس على أنها نتيجة لخطأ الدفع.
  - نشر برتراند، مارسيل ألكسندر (1884). «تقارير لظاهرة هيكل جبال الألب وحوض الفحم الشمالي». في الجمعية الجيولوجية في فرنسا.
- وضح هانز شاردت أن سفوح جبال الالب متجانسة.
- عام 1907، تم تأسيس خطأ الدفع: لا بورث، وعمل كلٌ من بيتش، وهورن على أجزاء من خطأ الدفع موني في اسكتلندا.[13]